# Charles Vernier (artiste)
Pour les articles homonymes, voir Vernier et Charles Vernier.
Charles Vernier, né à Paris le 23 avril 1813 et mort à Versailles le 2 août 1892, est un caricaturiste et lithographe français.
Il travailla pour Le Charivari et publia plusieurs recueils illustrés.

## Biographie
Fils de Thomas Jean André Vernier, négociant en vins à Bercy, Charles Vernier est né le 23 avril 1813 au 4, rue Traversière-Saint-Honoré dans l'ancien 2e arrondissement de Paris. En 1852, il épouse Marie Lavoine. De cette union naquit une fille, Charlotte, mariée au capitaine Jules Joseph Larnaudie. Il vécut une grande partie de son existence au 21, rue de Grenelle Paris. À la fin de sa vie, il se retira à Versailles, au 47, boulevard de la Reine, où il meurt le 2 août 1892.
Dès son plus jeune âge, Charles Vernier est attiré par le dessin et entre en 1830 dans l'atelier d'Ingres, où il acquit la maîtrise de son art.
Charles Vernier était dessinateur, lithographe et surtout caricaturiste. Pendant des années, une page entière lui était réservée dans Le Charivari, journal satirique de l'époque.

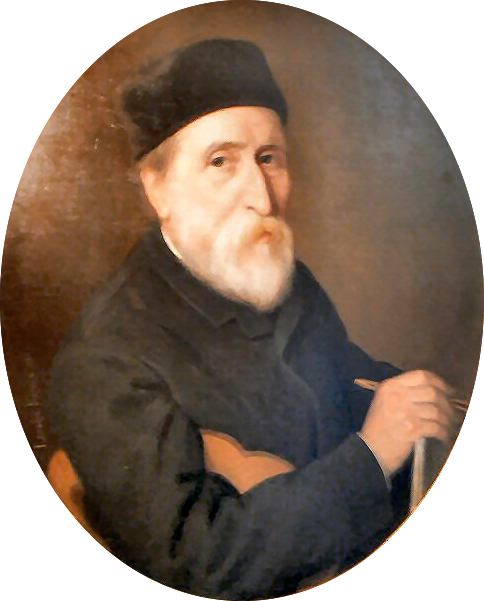
Portrait par Léonide Poisson.

Les Lithographies de Charles Vernier, dont une large part a été publiée dans le Charivari, portent sur plusieurs thèmes.
Le premier thème concerne la vie politique du XIXe siècle, très riche en événements nationaux et internationaux. Ses charges contre les hommes politiques et contre la censure lui a valu des séjours à la prison Sainte-Pélagie. Ses caricatures sur les Anglais, les Autrichiens, les Prussiens et les Russes sont parfois féroces. À noter l'album Les bons Autrichiens réalisé en commun avec Honoré Daumier et les images françaises : La politique à double face de l'Angleterre dans les questions de la Pologne et du Schleswig-Holstein.
Le second thème concerne la société au XIXe siècle : son regard se porte, avec une ironie spirituelle sur les mœurs de l'époque. Ses lithographies sont regroupées dans des séries : Actualités, Les grisettes, Les bals publics, Au bal masqué, Au bal de l'Opéra, Être et paraître, Les vacances, Les agaçants et les agacés, La pokomanie, Le quadrille des lanciers, Le peuple de Paris, Le jardin des Tuileries, Le Carnaval de 1853, Au Quartier latin, Les travestissements des Parisiens, les fenêtres de Paris, les soirées parisiennes, le pays latin, les 12 mois de l'année, les modes d'hiver, Les rues de Paris, Les grands cafés parisiens, Fêtes du 4 mai 1850.
Ses satires de la société civile ou militaire sont parfois regroupées dans des albums tels que Les troupiers français, Le camp de Chalons, Le camp de Saint-Maur, Nos troupiers en Orient. Dans l'album La Crinolomanie, Charles Vernier présente avec ironie la mode féminine de l'époque. Dans l'album La Rigolbochomanie, il rassemble des croquis lithographiques et « chorégraphiques ».

## Œuvres

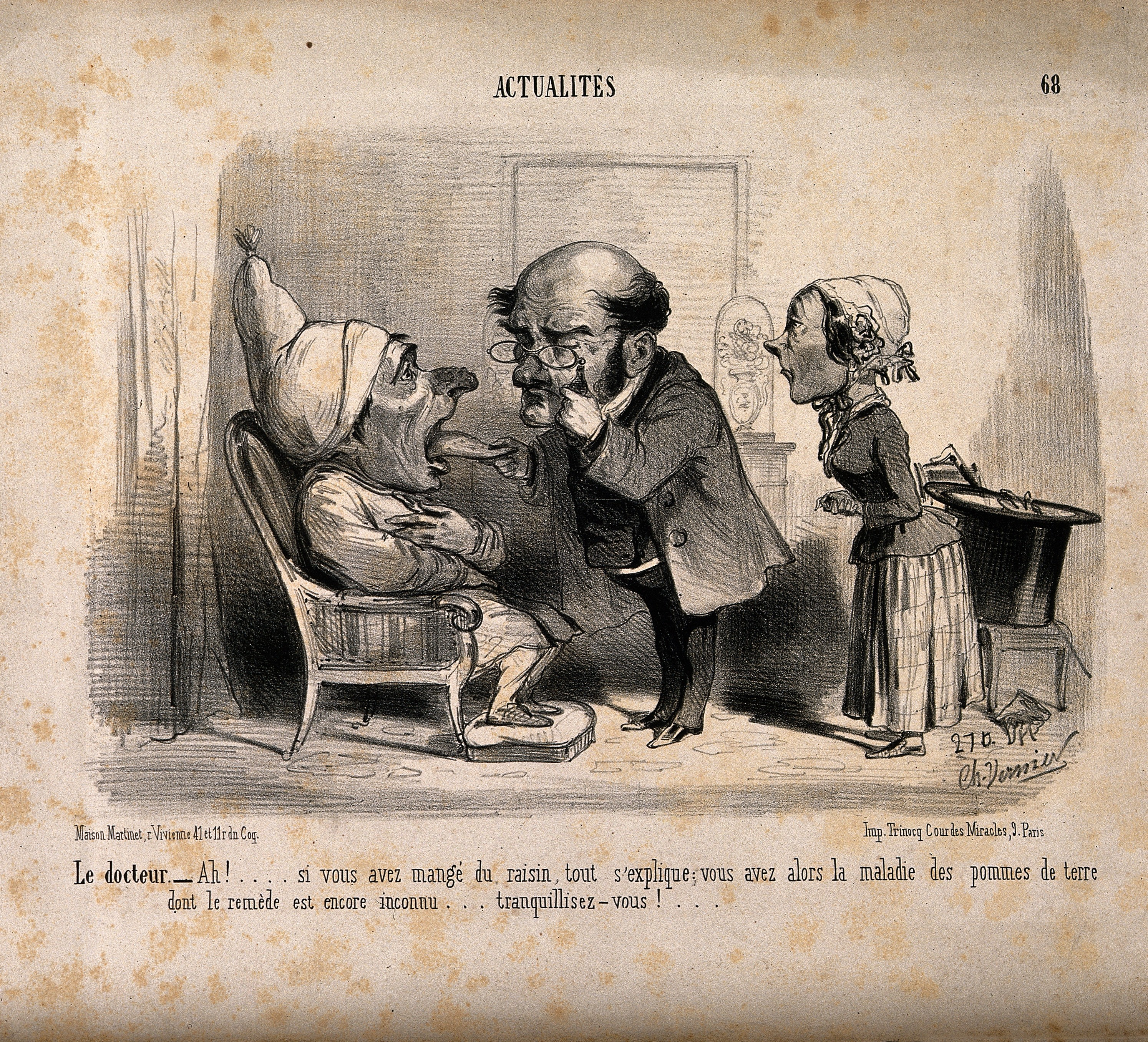
Actualités. Le docteur : « Ah!… si vous avez mangé du raisin, tout s'explique: vous avez alors la maladie des pommes de terre dont le remède est encore inconnu… tranquillisez-vous!… »
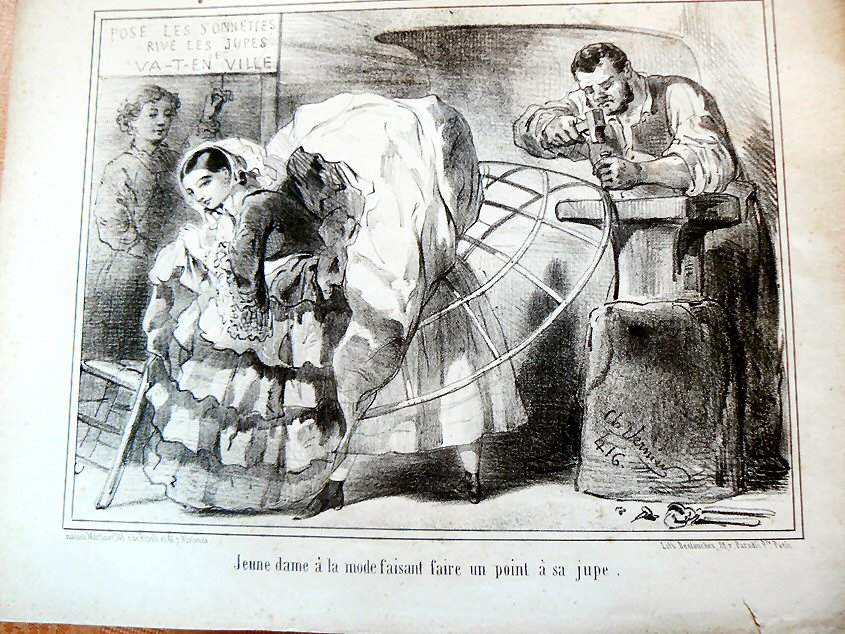
La Crinolonomanie, « Jeune dame à la mode faisant faire un point à sa jupe ».
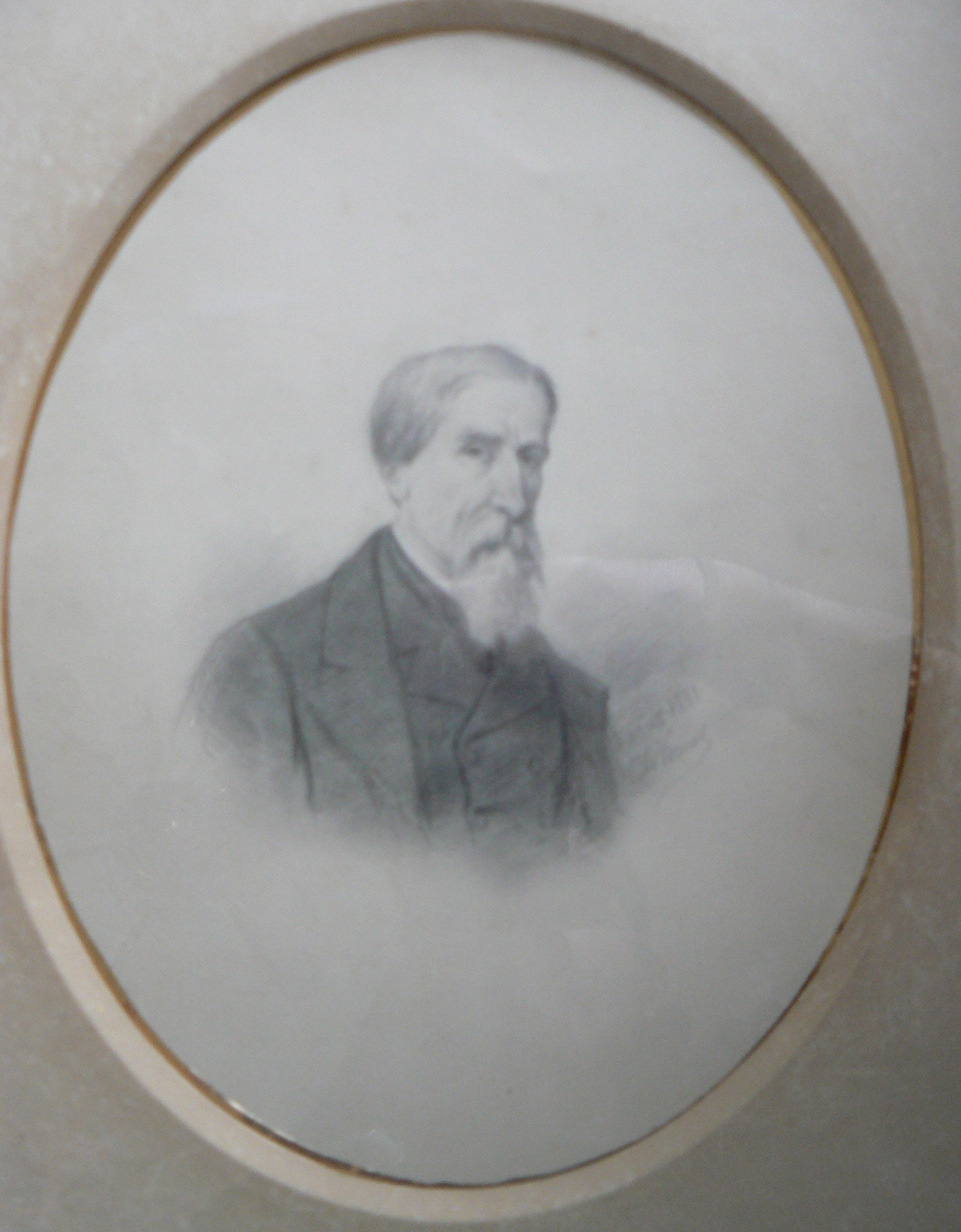
Autoportrait.

### Illustrations d'ouvrages
Charles Vernier a illustré, par ses dessins et lithographies, bon nombre d'ouvrages publiés pour la plupart au XIXe siècle, notamment :
- Le Dictionnaire illustré, 1856
- Les confessions de Marion Delorme, par Eugène de Mirecourt en 1874 ;
- Les récits de la Vieille France, de F. Bachamor par Alfred Assolant ;
- Les 36 volontés de Mademoiselle, par J.T. de Saint Germain , 1870 ;
- Le Second Empire du 2 décembre 1851 au 4 septembre 1870, par Armand Dayot ;
- John Bull sur la sellette, par John Grand-Carteret : 140 images satiriques de 1800 à 1900 ;
- Anastasia, n° spécial publié par Le Rire en décembre 1910 ;
- Les Annales, no 1432 de Noël 1910 : la caricature à travers les âges ;
- Uniformes de l'Armée française de 1660 à 1845, ouvrage publié par les éditions Herissey, avec le concours des Invalides, illustré par 60 planches de dessins réalisés au XIXe siècle par Charles Vernier.

### Œuvres dans les collections publiques
États-Unis
- Cleveland, Cleveland Museum of Art : Les Troupiers français, lithographies.
- San Francisco, Fine Arts Museums of San Francisco, lithographies des albums et séries : 
  - Crinolomanie ;
  - Bal de l'Opéra ;
  - Les Grisettes ;
  - Actualités.

France
- Chantilly, musée Condé : Lieutenant général Empire, lithographie.
- Paris :
  - Bibliothèque nationale de France : Le Quadrille des Lanciers.
  - Conservatoire national supérieur de musique et de danse de Paris : Hector Berlioz, dessin.
  - musée de l'Armée : les uniformes de l'armée française de 1660 à 1845.
  - musée Carnavalet :
    - La Closerie des lilas ;
    - Le Bal Mabille.

  - musée Galliera : une planche de lithographie sur la crinoline.
- Pau, musée national de Pau : Entrée d'Henry V à Paris, pour faire pendant à celle d'Henry IV.
- Saint-Denis , musée d'Art et d'Histoire : Les Incendiaires.

Grèce
- Thessalonique, université Aristote de Thessalonique : 13 lithographies sur Actualités.